# Конвой RA 58
Конвой RA 58 (англ. Convoy RA 58) — арктичний конвой транспортних і допоміжних суден у кількості 13 одиниць, який у супроводженні союзних кораблів ескорту прямував від радянських портів до берегів Ісландії та Шотландії. Конвой вийшов 7 квітня з Архангельська та 14 квітня 1944 року благополучно прибув до Лох Ю. Конвой не був атакований на маршруті руху, втрат не мав.

## Історія
Конвой RA 58, що спочатку складався з 38 торгових суден, 7 квітня 1944 року вийшов з Кольської затоки. Океанський ескорт з 7 по 12 квітня складався з ескортного авіаносця «Ектівіті» і есмінців «Кеппель», «Бігль», «Боудісіа», «Інконстант», «Венус», «Волкер», «Весткотт», «Вайтхолл» і «Ресле» з легким крейсером ППО «Дайадем» і есмінцями «Онслоу» з 7 по 13 квітня, «Оффа», «Опорт'юн», «Орвелл», «Саумарез», «Серапіс» і норвезьким «Сторд», а також між 7 і 14 квітня їх супроводжував ескортний авіаносець «Трекер», есмінці «Імпалсів», «Обідіент», «Орібі» і «Скорпіон», корвети «Блюбелл» і «Ханісакл», а також 2-га група підтримки капітана Ф. Дж. Вокера (шлюпи «Старлінг», «Мегпай», «Вімбрел», «Вайлд Гус» і «Врен»).
Через значні втрати, які вони зазнали під час операцій проти конвою JW 58, Люфтваффе могло виконувати лише нічні радіолокаційні розвідувальні польоти, які виявили конвой лише 9 квітня.
З підводних човнів, сформованих у вовчих зграях «Доннер» і «Кейл» (U-277, U-313, U-347, U-361, U-362, U-636, U-703, U-711, U-716 і U-990), лише U-361, U-362 (двічі), U-703 і U-313 вдалося вийти на позиції, з якої вони могли вести вогонь торпедами по есмінцях 10 квітня, хоча всі їхні спроби були марними.
Вранці 11 квітня конвой RA 58 був знову виявлений повітряною розвідкою, але німецьку операцію довелося припинити, оскільки конвой був тепер занадто далеко попереду човнів, щоб бути перехопленим і атакованим.

## Кораблі та судна конвою RA 58
Позначення

### Транспортні судна
Позначення
| Назва                      | Прапор          | Тоннаж (GRT) | Прим.                                             |
| -------------------------- | --------------- | ------------ | ------------------------------------------------- |
| Alexander White (1942)     | США             | 7 197        | судно класу «Ліберті»                             |
| British Valour (1927)      | Велика Британія | 6 952        | танкер-заправник                                  |
| Byron Darnton (1943)       | США             | 7 176        | судно класу «Ліберті»                             |
| Caesar Rodney (1942)       | США             | 7 191        | судно класу «Ліберті»                             |
| Charles Bulfinch (1943)    | США             | 7 176        | судно класу «Ліберті»                             |
| Charles M Schwab (1943)    | США             | 7 191        | судно класу «Ліберті» судно віце-командора конвою |
| Copeland (1923)            | Велика Британія | 1 526        | рятувальне судно конвою                           |
| Daphnella (1938)           | Велика Британія | 8 078        |                                                   |
| Edward Sparrow (1943)      | США             | 7 176        | судно класу «Ліберті»                             |
| Empire Celia (1943)        | Велика Британія | 7 025        |                                                   |
| Fort McMurray (1942)       | Велика Британія | 7 133        |                                                   |
| Fort Romaine (1943)        | Велика Британія | 7 131        | Флагманське судно командора транспортного конвою  |
| Henry B Brown (1943)       | США             | 7 200        | судно класу «Ліберті»                             |
| Henry Lomb (1943)          | США             | 7 176        | судно класу «Ліберті»                             |
| Jefferson Davis (1942)     | США             | 7 176        | судно класу «Ліберті»                             |
| John A Donald (1943)       | США             | 7 176        | судно класу «Ліберті»                             |
| John A Quitman (1943)      | США             | 7 176        | судно класу «Ліберті»                             |
| John Rutledge (1942)       | США             | 7 181        | судно класу «Ліберті»                             |
| John Sharp Williams (1943) | США             | 7 176        | судно класу «Ліберті»                             |
| John Stevenson (1943)      | США             | 7 176        | судно класу «Ліберті»                             |
| John W Powell (1943)       | США             | 7 176        | судно класу «Ліберті»                             |
| John Woolman (1943)        | США             | 7 191        | судно класу «Ліберті»                             |
| Joshua W Alexander (1943)  | США             | 7 176        | судно класу «Ліберті»                             |
| Lord Delaware (1942)       | США             | 7 200        | судно класу «Ліберті»                             |
| Louis D Brandeis (1943)    | США             | 7 200        | судно класу «Ліберті»                             |
| Lucerna (1930)             | Велика Британія | 6 556        |                                                   |
| Marie M Meloney (1943)     | США             | 7 176        | судно класу «Ліберті»                             |
| Mijdrecht (1931)           | Нідерланди      | 7 493        |                                                   |
| Nathan Towson (1943)       | США             | 7 176        | судно класу «Ліберті»                             |
| Nathaniel Alexander (1942) | США             | 7 177        | судно класу «Ліберті»                             |
| Ocean Strength (1942)      | Велика Британія | 7 173        |                                                   |
| Philip F Thomas (1943)     | США             | 7 176        | судно класу «Ліберті»                             |
| Rathlin (1934)             | Велика Британія | 1 600        | рятувальне судно конвою                           |
| Richard M Johnson (1943)   | США             | 7 176        | судно класу «Ліберті»                             |
| Robert J Collier (1943)    | США             | 7 176        | судно класу «Ліберті»                             |
| Stevenson Taylor (1943)    | США             | 7 176        | судно класу «Ліберті»                             |
| Thomas Hartley (1942)      | США             | 7 176        | судно класу «Ліберті»                             |
| William H Webb (1943)      | США             | 7 176        | судно класу «Ліберті»                             |

### Кораблі ескорту
| Океанський ескорт |                                         |                                                          |             |
| «Ектівіті»        | Військово-морські сили Великої Британії | ескортний авіаносець                                     | 7-12 квітня |
| «Бігль»           | Військово-морські сили Великої Британії | ескадрений міноносець типу «B»                           | 7-12 квітня |
| «Блюбелл»         | Військово-морські сили Великої Британії | корвет типу «Флавер»                                     | 7-14 квітня |
| «Боудісіа»        | Військово-морські сили Великої Британії | ескадрений міноносець типу «B»                           | 7-12 квітня |
| «Дайадем»         | Військово-морські сили Великої Британії | легкий крейсер/крейсер ППО типу «Дідо»                   | 7-13 квітня |
| «Ханісакл»        | Військово-морські сили Великої Британії | корвет типу «Флавер»                                     | 7-14 квітня |
| «Імпалсів»        | Військово-морські сили Великої Британії | ескадрений міноносець типу «I»                           | 7-14 квітня |
| «Інконстант»      | Військово-морські сили Великої Британії | ескадрений міноносець типу «I»                           | 7-12 квітня |
| «Кеппель»         | Військово-морські сили Великої Британії | лідер ескадрених міноносців типу «Шекспір»               | 7-12 квітня |
| «Мегпай»          | Військово-морські сили Великої Британії | шлюп типу «Блек Свон»                                    | 7-14 квітня |
| «Обідіент»        | Військово-морські сили Великої Британії | ескадрений міноносець типу «O»                           | 7-14 квітня |
| «Оффа»            | Військово-морські сили Великої Британії | ескадрений міноносець типу «O»                           | 7-13 квітня |
| «Онслоу»          | Військово-морські сили Великої Британії | лідер ескадрених міноносців типу «O»                     | 7-13 квітня |
| «Опорт'юн»        | Військово-морські сили Великої Британії | ескадрений міноносець типу «O»                           | 7-13 квітня |
| «Орібі»           | Військово-морські сили Великої Британії | ескадрений міноносець типу «O»                           | 7-14 квітня |
| «Орвелл»          | Військово-морські сили Великої Британії | ескадрений міноносець типу «O»                           | 7-13 квітня |
| «Рододендрон»     | Військово-морські сили Великої Британії | корвет типу «Флавер»                                     | 7-14 квітня |
| «Саумарез»        | Військово-морські сили Великої Британії | лідер ескадрених міноносців типу «S»                     | 7-13 квітня |
| «Скорпіон»        | Військово-морські сили Великої Британії | ескадрений міноносець типу «S»                           | 7-14 квітня |
| «Серапіс»         | Військово-морські сили Великої Британії | ескадрений міноносець типу «S»                           | 7-13 квітня |
| «Старлінг»        | Військово-морські сили Великої Британії | шлюп типу «Модифікований Блек Свон»                      | 7-14 квітня |
| «Сторд»           | Військово-морські сили Норвегії         | ескадрений міноносець типу «S»                           | 7-13 квітня |
| «Трекер»          | Військово-морські сили Великої Британії | ескортний авіаносець типу «Боуг»                         | 7-14 квітня |
| «Венус»           | Військово-морські сили Великої Британії | ескадрений міноносець типу «V»                           | 7-12 квітня |
| «Волкер»          | Військово-морські сили Великої Британії | ескадрений міноносець «Адміралті» типу «W»               | 7-12 квітня |
| «Весткотт»        | Військово-морські сили Великої Британії | ескадрений міноносець «Адміралті» типу «W»               | 7-12 квітня |
| «Вімбрел»         | Військово-морські сили Великої Британії | шлюп типу «Модифікований Блек Свон»                      | 7-14 квітня |
| «Вайтхолл»        | Військово-морські сили Великої Британії | ескадрений міноносець «Модифікований Адміралті» типу «W» | 7-12 квітня |
| «Вайлд Гус»       | Військово-морські сили Великої Британії | шлюп типу «Блек Свон»                                    | 7 квітня    |
| «Врен»            | Військово-морські сили Великої Британії | шлюп типу «Блек Свон»                                    | 7-14 квітня |
| «Ресле»           | Військово-морські сили Великої Британії | ескадрений міноносець типу «W»                           | 7-12 квітня |